# ارس (گیاه)
ارس (نام علمی: Juniperus excelsa) نام یک گونه از سرده ارس است.